# Llíria
Llíria er en spansk by i provinsen Valencia i det østlige Spanien med et indbyggertal på 22.972.  
Den 30. oktober 2019, blev Llíria kåret som Creative City i kategorien Musik af UNESCO.
Der tales både spansk og valenciansk i byen; dog er antallet, der taler valenciansk i deres hjem, støt faldende, efterhånden som byen langsomt absorberes i den spansktalende bydel Valencia.